# Ádám Marosi
Ádám Marosi (Budapeste, 26 de julho de 1984) é um pentatleta húngaro, medalhista olímpico e três vezes campeão mundial. 

## Carreira
Marosi representou seu país nos Jogos Olímpicos de 2012, na qual conquistou a medalha de bronze, no individual masculino. Voltou a se classificar aos Jogos Olímpicos de Verão de 2016, terminando na 12ª colocação.